# 993 Moultona
993 Moultona este o planetă minoră (asteroid), cu un diametru de 12,433 km, din centura de asteroizi. A fost descoperită pe 12 ianuarie 1923 la Yerkes Observatory⁠(d) de George Van Biesbroeck⁠(d) și a fost numită după Forest Ray Moulton⁠(d). 
Obiectul prezintă o orbită caracterizată de o semiaxă mare de 2,8607752030491 UAi, o excentricitate de 0,047341746054294, o înclinație de 1,775 ° în raport cu ecliptica.